# 2PM
2PM (hangul: 투피엠) – południowokoreański zespół muzyczny założony przez JYP Entertainment. Grupa składa się z sześciu członków: Jun. K, Nichkhun, Taecyeon, Wooyoung, Junho i Chansung. Pierwotnie była to siedmioosobowa grupa, ale były członek i lider Jaebeom opuścił grupę i agencję na początku 2010 roku.
Historia 2PM zaczęła się, gdy koreański muzyk Park Jin-young założył jedenastoosobowy zespół znany jako One Day poprzez serial dokumentalny Hot Blood Men. Ostatecznie zespół został podzielony na hip-hopową grupę 2PM i podobną, ale niezależną grupę znaną jako 2AM. 2PM zadebiutowali 29 sierpnia 2008 roku wydając singel Hottest Time of the Day z głównym utworem „10 Out of 10” (kor. 10점 만점에 10점).

## Historia

### Przed debiutem
Wszyscy członkowie 2PM wzięli udział w przesłuchaniu do JYP Entertainment (z wyjątkiem Nichkhuna, który został zwerbowany). Niektórzy członkowie mieli już doświadczenie w branży rozrywkowej, w tym Jun. K, który wygrał kilka konkursów wokalnych. Taecyeon, Junho i Chansung brali udział w programie SuperStar Survival. Niektórzy z członków wcześniej mieszkali w Stanach Zjednoczonych: były lider Jaebeom w rejonie Seattle, Nichkhun w Południowej Kalifornii, a Taecyeon spędził siedem lat w Massachusetts, zanim wrócili do Korei.
Pierwotnie członkowie 2PM byli częścią większej grupy znanej jako One Day. W programie dokumentalnym zatytułowanym Hot Blood Men przedstawiono okres szkolenia grupy. W tym dokumencie były członek Jaebeom zajął pierwsze miejsce i otrzymał najwięcej głosów fanów. Pod koniec procesu szkoleniowego One Day został zredukowany do jedenastoosobowej grupy. Zespół został następnie podzielony na czteroosobową grupę balladową 2AM i siedmioosobową grupę hip-hopową 2PM.

### 2008–2010: Debiut i wczesny sukces
Podczas gdy większość koreańskich boysbandów w owym czasie przyjmowała image kkonminam (kor. 꽃미남), zespół 2PM wykreował wizerunek twardych i macho mężczyzn, kiedy debiutowali. Poprzez podkreślenie ich męskiego wizerunku, 2PM stali się znani ze stworzenia fenomenu „jimseung-dol” (kor. 짐승돌, ang. beast idol) w 2008 roku. Jaebeom został wybrany na lidera grupy, ponieważ był najstarszym członkiem, a pozostali członkowie uznali za najbardziej utalentowanego. Odegrał kluczowe role w kilku wczesnych singlach zespołu i powiązanych  z nimi teledyskach.
2PM zadebiutowali 29 sierpnia 2008 roku wydając singel Hottest Time of the Day. Płyta zawierała 6 utworów, w tym główny – „10 Out of 10” (kor. 10점 만점에 10점). Pierwszy występ na żywo odbył się 4 września w programie M Countdown. W następnym miesiącu grupa wydała zimową specjalną wersję swojej piosenki „Only You”. Równocześnie zostali prowadzącymi trzeciego sezonu koreańskiego programu Idol Army.
16 kwietnia 2009 roku grupa wydała swój drugi singel pt. 2:00PM Time for Change, z promującym go utworem „Again＆Again”. Ten comeback odniósł komercyjny sukces, a „Again&Again” zajął pierwsze miejsce na różnych listach przebojów, w tym na Cyworld, Hanteo, Melon, Mnet i Muse. W kolejnym miesiącu zdobyli pierwszą nagrodę Mutizen Song w programie M Countdown. 18 czerwca grupa rozpoczęła promocję z ich piosenką „Niga mipda” (kor. 니가 밉다, ang. I Hate You) w programie M Countdown. W lipcu utwór ten zdobył nagrody w programach M Countdown i Music Bank.
Kontrowersje dotyczące Jaebeoma pojawiły się, gdy 4 września 2009 roku w internecie pojawiły się artykuły dotyczące jego postów z 2005 roku na jego osobistym koncie Myspace, w których będąc jeszcze stażystą w JYP Entertainment wyraził niechęć do Korei. Te posty, ujawnione przez internautę, który włamał się na jego konto Myspace, zostały wyrwane z kontekstu i poważnie błędnie zinterpretowane przez koreańskie media. Jaebeom wystosował przeprosiny w tej sprawie. Mimo że niektórzy internauci zażądali, aby Jaebeom został wyrzucony z 2PM, dyrektor generalny JYP Entertainment, Park Jin-young, oświadczył 7 września, że udzielił wokaliście wotum zaufania, sugerując, że Jaebeom pozostanie w grupie. Jednak następnego dnia Jaebeom ogłosił na swojej oficjalnej Fancafé, że opuści zespół i wróci na chwilę do Stanów Zjednoczonych, aby uspokoić sytuację. Park Jin-young potwierdził, że 2PM będą kontynuować działalność jako sześcioosobowa grupa. Ze względu na drażliwy temat odejścia Jaebeoma, 2PM wycofali się na kilka tygodni ze swoich występów na programach rozrywkowych.
Pomimo kontrowersji grupa wydała swój pierwszy albumu studyjny – 01:59PM, który ukazał się 10 listopada 2009 roku. W odpowiedzi na nieustające pytania dotyczące przyszłości Jaebeoma, Park Jin-young ogłosił dzień po wydaniu 01:59PM, że wokalista mógłby wrócić do 2PM, gdyby tego chciał. Wspierając Jaebeoma, sześciu pozostałych członków 2PM zdecydowało się podzielić z nim swoje dochody z pierwszego albumu. Album zawierał utwory z wokalem Jaebeoma, chociaż jego wizerunek nie znalazł się na okładce. Grupa zakończyła ponowne nagranie teledysku do głównego singla albumu, „Heartbeat”, bez Jaebeoma w październiku 2009 roku. Następnie rozpoczęli działania promocyjne w różnych programach muzycznych, w tym O Good Concert Mnetu, Music Bank stacji KBS, Show! Music Core MBC i Inkigayo SBS w listopadzie 2009 roku.

## Członkowie

### Obecni
| Pseudonim               | Pseudonim | Prawdziwe imię          | Prawdziwe imię | Data urodzenia        | Pozycja      |
| Latynizacja             | Hangul    | Latynizacja             | Oryg.          | Data urodzenia        | Pozycja      |
| ----------------------- | --------- | ----------------------- | -------------- | --------------------- | ------------ |
| Jun.K (wcześniej Junsu) | –         | Kim Min-jun             | 김민준         | 15 stycznia 1988(dts) | główny wokal |
| Nichkhun                | 닉쿤      | Nichkhun Buck Horvejkul | นิชคุณ หรเวชกุล   | 24 czerwca 1988(dts)  | wokal        |
| Taecyeon                | 택연      | Ok Taek-yeon            | 옥택연         | 27 grudnia 1988(dts)  | główny raper |
| Wooyoung                | 우영      | Jang Woo-young          | 장우영         | 30 kwietnia 1989(dts) | główny wokal |
| Junho                   | 준호      | Lee Jun-ho              | 이준호         | 25 stycznia 1990(dts) | główny wokal |
| Chansung                | 찬성      | Hwang Chan-sung         | 황찬성         | 11 lutego 1990(dts)   | wokal, raper |

### Byli
| Pseudonim   | Pseudonim | Prawdziwe imię | Prawdziwe imię | Data urodzenia        | Pozycja                    |
| Latynizacja | Hangul    | Latynizacja    | Hangul         | Data urodzenia        | Pozycja                    |
| ----------- | --------- | -------------- | -------------- | --------------------- | -------------------------- |
| Jaebeom     | 재범      | Park Jae-beom  | 박재범         | 25 kwietnia 1987(dts) | lider, główny wokal, raper |

## Dyskografia

### Albumy studyjne
- 01:59PM (2009, koreański)
- Hands Up (2011, koreański)
- Republic of 2PM (2011, japoński)
- Legend of 2PM (2013, japoński)
- Grown (2013, koreański)
- Genesis of 2PM (2014, japoński)
- Go Crazy! (2014, koreański)
- 2PM of 2PM (2015, japoński)
- No.5 (2015, koreański)
- Galaxy of 2PM (2016, japoński)
- Gentlemen’s Game (2016, koreański)
- Must (2021, koreański)

### Minialbumy
- Still 2:00pm (2010)

### Single
CD sigle
- Hottest Time of the Day (2008)
- 2:00PM Time For Change (2009)
- Don't Stop Can't Stop (2010)

Single cyfrowe
- „10 Jeom Manjeome 10 Jeom” (2008)
- „Only You” (2008)
- „Again & Again” (2009)
- „Niga Mipda” (2009)
- „Heartbeat” (2009)
- „Tired of Waiting” (2010)
- „Without U” (2010)
- „I'll Be Back” (2010)